# Procopio di Ustjug
Procopio di Velikij Ustjug (... – 1303) fu uno "Stolto in Cristo" russo, venerato dalla Chiesa ortodossa russa.

## Biografia
Mercante cattolico, si convertì a Novgorod e, dopo aver donato tutto ciò che possedeva ai poveri, diventò monaco presso il monastero di San Varlaam di Chutyn, sito poco distante dalle mura della città. Dopo qualche tempo decise di trasferirsì nella città di Ustjug dove decise di testimoniare la propria fede diventando uno "Stolto in Cristo", scegliendo cioè di vivere simulando la pazzia, in miseria e disprezzando il proprio corpo per poter meglio partecipare alla passione di Gesù.
A detta dei suoi agiografi fu Procopio il primo esponente di questo movimento religioso nel nord della Russia, fu infatti il primo che, interpretando le parole di San Paolo "Noi siamo gli Stolti per la grazia di Dio, ma tu sei saggio in Cristo; noi siamo deboli, ma tu sei forte; tu sei onorabile, ma noi siamo reietti" (Prima lettera ai Corinzi, 4,10), decise di vivere solo, trasportando nelle sue peregrinazioni tre pesanti assi di legno per mortificare il proprio corpo, vestendosi di stracci e dormendo sotto i porticati delle chiese. Visse accettando solo l'elemosina dei meno abbienti e mai delle persone ricche, poiché riteneva che queste ultime avessero ottenuto ciò che possedevano in modo immorale, e tale atteggiamento lo costringeva a lunghi digiuni, che a volte perduravano per giorni.
In ogni posto dove si recava esortava e ammoniva chi trovava sul suo cammino. Il popolo lo considerava santo già in vita poiché gli riconosceva il dono della profezia e il verificarsi di molti miracoli. Morì anziano nel 1303, presso i cancelli del monastero di Arcangelo. La venerazione popolare gli attribuì un gran numero di miracoli anche dopo la sua dipartita e furono numerose le persone che testimoniarono di averlo visto per le strade anche dopo la sua morte. Viene ricordato l'8 luglio.

## Culto
A Procopio furono attribuiti numerosi miracoli, tra i quali i seguenti:
- Si narra che un giorno d'inverno, con la temperatura di alcuni gradi sotto lo zero, il santo si trovasse all'aperto in balia delle intemperie. Nessuno voleva farlo entrare in casa e, quando decise di sdraiarsi insieme ai dei cani per sfruttare il loro calore, quelli per tutta risposta scapparono via. Leggenda vuole che in quel momento, quando Procopio disperava di morire congelato, un angelo si sia avvicinato al suo viso e, toccatolo gli abbia infuso calore e forza. Pare sia stato lo stesso Procopio a riferire di tale avvenimento a un chierico di una chiesa vicina, tale Simeone, pregando quest'ultimo di non rivelare a nessuno tale segreto prima che lui fosse morto.
- Leggenda vuole che Procopio fosse dotato di una grande chiaroveggenza. Un giorno essendosi avvicinato a una bambina di tre anni disse alla genitrice che le stava accanto: "Questa è la madre di un grande santo!". Quella bambina sarebbe infatti diventata madre del missionario e vescovo Stefano di Perm'.
- Nel 1290 Procopio girò per le strade della città per una settimana ingiungendo ai cittadini di pregare e pentirsi affinché la loro città non subisse lo stesso fato di Sodoma e Gomorra (Genesi, 19). Nessuno diede lui ascolto. Si narra che improvvisamente una grossa nube coprisse allora il cielo e da essa fuoriuscissero tuoni talmente forti che i cittadini non riuscivano a sentirsi l'un l'altro. Ricordandosi delle parole di Procopio corsero allora a pregare presso la cattedrale dove il santo stava inginocchiato implorando pietà della città. Leggenda vuole che il crisma uscisse fluttuando da un'icona della Vergine e, una volta giunto all'aperto, calmasse la tempesta poco prima che questa distruggesse la città.